# Schafhausen
Pour l’article ayant un titre homophone, voir Schaffhausen (Sarre).
Ne doit pas être confondu avec Schaffhausen.
 (février 2011).
Si vous disposez d'ouvrages ou d'articles de référence ou si vous connaissez des sites web de qualité traitant du thème abordé ici, merci de compléter l'article en donnant les références utiles à sa vérifiabilité et en les liant à la section « Notes et références ».
Schafhausen (Schafhàuse en dialecte alémanique) est un village faisant partie de la ville de Weil der Stadt, dans l'arrondissement de Böblingen dans le Bade-Wurtemberg.

## Géographie

### Situation géographique
Schafhausen est situé à 25 km à l'ouest de Stuttgart, dans la région naturelle de l'Heckengäu, à une altitude comprise entre 406 m (vallée de la Würm) et 499 m (Hacksberg). Le village est traversé par la rivière Würm.

### Géologie
Les sols sont essentiellement de nature calcaire avec une couche d'argile plus ou moins épaisse. Les champs de la région sont en général parsemés de cailloux, ce qui rend l’agriculture peu productive. 

### Climat et végétation
Le climat est de type continental dégradé. Les précipitations sont plutôt faibles, la région se trouvant à l’abri du massif de la Forêt-Noire. La végétation caractéristique est constituée de champs entourés de bocages où le prunellier est fréquent. Les forêts sont constituées de pins en majorité. À certains endroits, le village est entouré de vergers.

## Langue
L'allemand étant la langue officielle, il est parlé par tous les habitants et utilisé de façon exclusive à l'écrit et dans les communications officielles. Mais la population parle encore en majorité le dialecte local, qui constitue une variété intermédiaire entre l'alémanique souabe et le francique méridional. Ce dialecte est plus proche de l'alsacien et du suisse alémanique que de l'allemand, ce qui fait qu'un locuteur de l'allemand ne le comprendra pas nécessairement. Depuis l’après-guerre, d’autres langues sont finalement apparues à Schafhausen.

## Histoire
Le nom en « -hausen » fait penser que les origines du village remontent au VIIIe siècle, à l’époque carolingienne. Au XIIe siècle, on retrouve la dénomination « Scafhusen ». Le village appartient alors aux seigneurs de Calw et de Beutelsbach. Au début du XVe siècle, il tombe de façon éphémère entre les mains des Ducs de Bade, avant d'être cédé aux seigneurs de Gemmingen. Ceux-ci le céderont au Wurttemberg, qui le cédera à son tour en 1468 à l’abbaye de Hirsau, qui en possédait déjà une partie. La Réforme fait enfin passer le village au Wurttemberg, cette fois de façon définitive. En 1534, les villageois sont contraints d'adopter le protestantisme. En 1634, la Guerre de Trente Ans faisant rage dans la région, le village est partiellement détruit. Tous les bâtiments visibles aujourd’hui dans le centre historique ont été édifiés postérieurement à cette date. 
En 1801 est construite la Grange de la Dîme. La dîme ayant été abolie dans le royaume de Wurttemberg en 1854, elle sera vendue à un particulier. À la suite de diverses réformes territoriales, le village fait partie du Oberamt de Böblingen dès 1813. Le village compte 734 habitants en 1850. L'ouverture de la ligne Stuttgart-Calw en 1872 fait bénéficier le village d’une liaison ferroviaire. En 1938, le village est rattaché à l’arrondissement de Leonberg. À la fin de la Seconde Guerre mondiale, le village se rend sans combat et est libéré par les troupes françaises le 21 avril 1945. Depuis 1972, Schafhausen fait partie de l’arrondissement de Böblingen. Le 1er août 1972, le village fusionne avec la commune de Weil der Stadt pour devenir une section de cette dernière. 
Schafhausen s'est doté d’une école primaire en 1953. Celle-ci a été rénovée et agrandie en 1999. En 1960 est construite une salle municipale; celle-ci vient d’être rénovée (2004/2005). Au début des années 1990, une salle polyvalente a vu le jour à l’extérieur du village. Le village dispose aussi d’une école maternelle. 

## Héraldique
Le blason montre un mouton tenant une crosse épiscopale sur fond vert. Le mouton rappelle l’élevage d’ovins, qui constitue une activité traditionnelle de la région et qui a donné son nom au village (Schàf : « mouton » en dialecte). La crosse épiscopale rappelle le rattachement historique à l’abbaye de Hirsau. 

## Démographie
| Evolution démographique de Schafhausen depuis 1653 | Evolution démographique de Schafhausen depuis 1653 | Evolution démographique de Schafhausen depuis 1653 | Evolution démographique de Schafhausen depuis 1653 | Evolution démographique de Schafhausen depuis 1653 | Evolution démographique de Schafhausen depuis 1653 | Evolution démographique de Schafhausen depuis 1653 | Evolution démographique de Schafhausen depuis 1653 | Evolution démographique de Schafhausen depuis 1653 | Evolution démographique de Schafhausen depuis 1653 | Evolution démographique de Schafhausen depuis 1653 | Evolution démographique de Schafhausen depuis 1653 | Evolution démographique de Schafhausen depuis 1653 |
| Année                                              | 1653                                               | 1661                                               | 1678                                               | 1768                                               | 1797                                               | 1829                                               | 1850                                               | 1905                                               | 1919                                               | 1980                                               | 2005                                               | 2007                                               |
| -------------------------------------------------- | -------------------------------------------------- | -------------------------------------------------- | -------------------------------------------------- | -------------------------------------------------- | -------------------------------------------------- | -------------------------------------------------- | -------------------------------------------------- | -------------------------------------------------- | -------------------------------------------------- | -------------------------------------------------- | -------------------------------------------------- | -------------------------------------------------- |
| Population                                         | 91                                                 | 129                                                | 192                                                | 378                                                | 558                                                | 735                                                | 734                                                | 611                                                | 604                                                | 1794                                               | 2095                                               | 2104                                               |

## Administration
Schafhausen n'a plus le statut de commune depuis le rattachement à Weil der Stadt en 1972. Hans-Josef Straub (SPD) est actuellement maire de Weil der Stadt.
Schafhausen dispose de trois sièges au conseil municipal de Weil der Stadt. 
Résultats des élections municipales du 13 juin 2004 :
| FWG        | 32,0 % | +1,0 | 9 Sièges | +1 |
| CDU        | 29,0 % | −3,0 | 9 Sièges | ±0 |
| SPD        | 17,3 % | −3,2 | 5 Sièges | ±0 |
| Die Grünen | 15,0 % | +4,9 | 4 Sièges | +2 |
| FDP/DVP    | 6,7 %  | +0,3 | 2 Sièges | +1 |

## Lieux et monuments
- L’église Saint-Cyriaque et le presbytère
- La Grange de la Dîme de 1801
- La gare (fin du XIXe siècle)
- L’ancienne mairie avec sa fontaine et une statue en bronze montrant un berger

## Gastronomie
Les vergers situés autour du village produisent une variété de cidre appelée Most. 
À partir des prunelles fréquentes dans la région, on élabore une liqueur traditionnelle pendant les mois d’hiver. Mais cette pratique tend à se perdre de nos jours. 